# Планетарне товариство

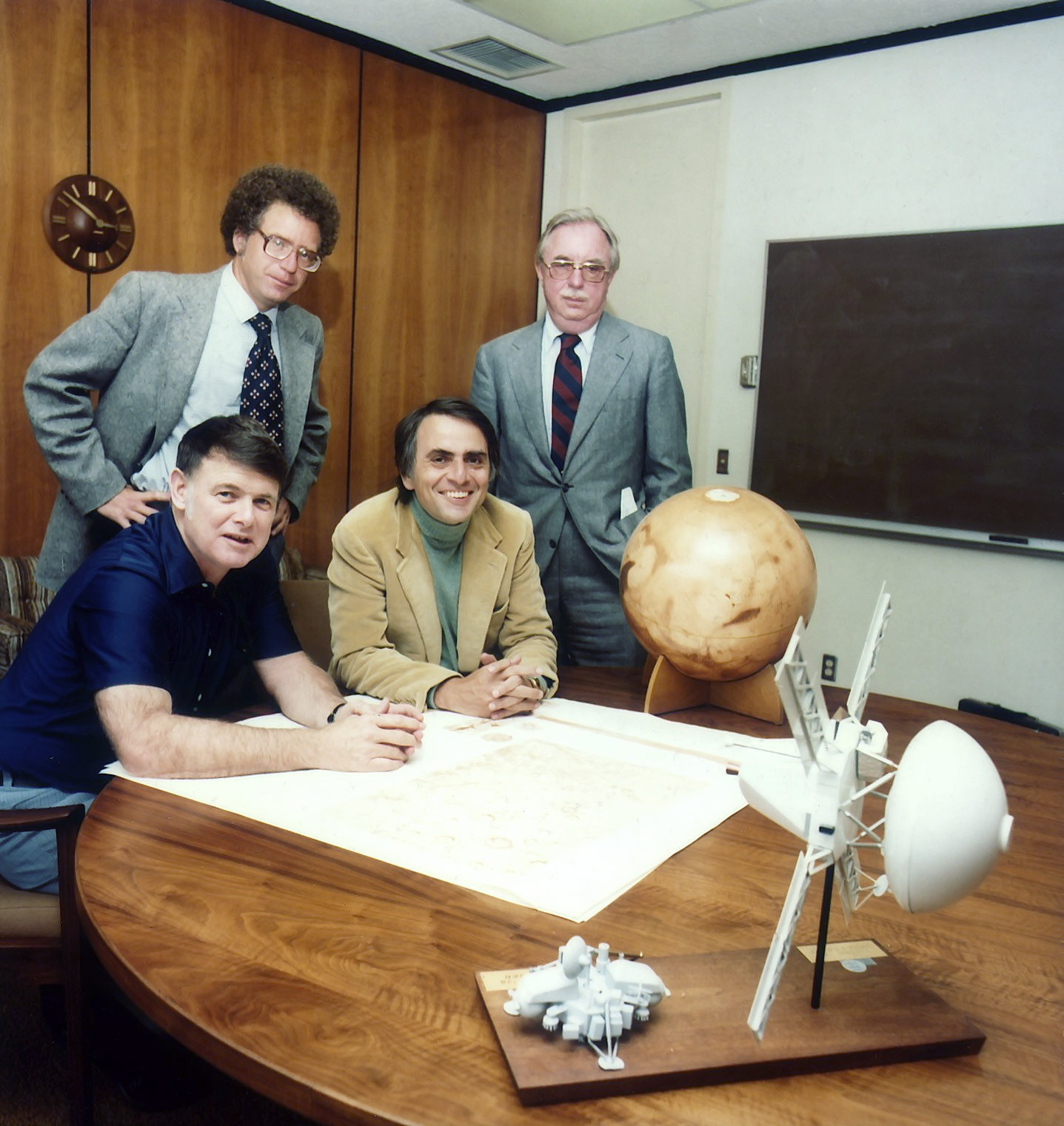
Засновники Планетарного товариства в 1980 році. За годинниковою стрілкою від низу зліва: Брюс Мюррей, Луїс Фрідман, Гаррі Ашмор (радник); Карл Саган

Планетарне товариство (англ. The Planetary Society) — це американська міжнародно-активна неурядова некомерційна організація. Вона бере участь у дослідженнях, інформаційно-роз’яснювальній роботі та політичній космічній пропаганді інженерних проектів, пов’язаних з астрономією, планетологією та дослідженням космосу. Товариство було заснований у 1980 році Карлом Саганом, Брюсом Мюрреєм і Луїсом Фрідманом і налічує близько 60 000 членів із понад 100 країн світу.
Товариство займається дослідженням Сонячної системи, пошуком навколоземних об'єктів і пошуком позаземного життя. Місія товариства сформульована так: «Розширення можливостей громадян світу для розвитку космічної науки та досліджень». Планетарне товариство є рішучим прихильником фінансування дослідження космосу та дослідницьких місій в рамках NASA. 

## Історія
Планетарне товариство було засновано в 1980 році Карлом Саганом, Брюсом Мюрреєм і Луїсом Фрідманом як лідерська організація громадської підтримки дослідження космосу та пошуку позаземного життя. До смерті Карла Сагана в 1996 році Товариство очолював Саган, який використовував свою знаменитість і політичний вплив, щоб вплинути на політичний клімат того часу, зокрема захистивши SETI в 1981 році від скасування фінансування Конгресом США. До 2001 товариство очолював інший співзасновник Брюс Мюррей, з 2001 до 2006 головою був Візлі Хантресс (Wesley Huntress) дослідник Сонячної системи із NASA. В 2010 році президентом став  Джеймс Ф. Белл ІІІ, планетарний геолог що теж працював в NASA. В 2023 президентом є Bethany Ehlmann, професорка планетарних наук в Калтеху.
Протягом своєї історія діяльність товариства була націлена на адвокування дослідження космосу в політиці США, зокрема в Конгресі США. Також Планетарне товариство довготривало сприяло і опікувалось деякими науковими програмами, наприклад, окрім згаданого проекту SETI - суміжним до нього SETI@home, проектом LightSail та іншими.

## Напрямки діяльності
Товариство є активним і підтримує проекти в семи напрямках діяльності, пов'язаних з космосом:
- Адвокація та освіта
- Дослідження екзопланет
- Інноваційні технології
- Міжнародна участь в місіях
- Дослідження Марса
- Дослідженнянавколоземних об'єктів
- Пошук позаземного життя

## Структура організації
Планетарним товариством наразі керує рада директорів із 12 волонтерів, обраних за їхню пристрасть до дослідження космосу та досвід в цій галузі. Рада має голову, президента, віце-президента та виконавчий комітет, і зазвичай збирається двічі на рік, щоб визначити політику Товариства та майбутні напрямки роботи. Кандидатури шукаються та розглядаються періодично з різних джерел, у тому числі від членів правління та консультативної ради, членів товариства, персоналу та експертів у космічній спільноті. 7 червня 2010 року Товариство оголосило, що американський інженер та популяризатор наук Білл Най стане новим виконавчим директором товариства.

### Склад консультативної ради
Дорадча рада консультує Товариство в його діяльності. До неї входять чимало знаменитостей: Баз Олдрін, Дейвід Брін, Ніл Деграсс Тайсон та інші ентузіасти космосу та науки.

## Проєкти
Планетарне товариство спонсорує науково-технічні проекти з метою подальших досліджень. Усі ці проекти фінансуються членами Товариства та благодійниками. Найважливіші з фундованих Товариством проектів:
- LightSail
- SETI@home